# رالف جود
رالف جود (بالإنجليزية: Ralph Judd)‏ هو لاعب كرة قاعدة أمريكي، ولد في 7 ديسمبر 1901 في بيريسبورغ في الولايات المتحدة، وتوفي في 6 مايو 1957 في لابير في الولايات المتحدة.

## وصلات خارجية
- رالف جود على موقعبيزبول رفرنس.كوم (الدوري الرئيسي) (الإنجليزية)